# Eidolon dupreanum
Eidolon dupreanum là một loài động vật có vú trong họ Dơi quạ, bộ Dơi. Loài này được Pollen In Schlegel & Pollen mô tả năm 1866.

## Hình ảnh

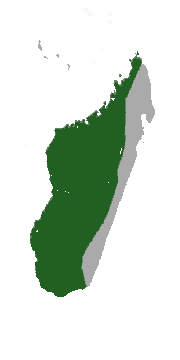